# 法皇塚古墳
法皇塚古墳（日语：／ Hōōdukakofun）是位於日本千葉縣市川市國府台的一座前方後圓墳，屬於國府台古墳群，又稱「法王塚」或「鳳凰塚」（在日語中，法皇與法王、鳳凰同音）。

## 概要
古墳位於千葉縣西北江戶川下流左岸的台地上。古墳所在地有另外兩座前方後圓墳，三座古墳統稱為國府台古墳群。過去，墳頂建有國府台天滿宮，1875年時由於興建大學，天滿宮遷至西北面約300米處。古墳周邊在第二次世界大戰前是軍用地，因此部分墳丘遭到破壞或改建為石垣。1951年，東京教育大學進行測量調查和考古調査，及後明治大學考古學研究室先後在1965年和1969年進行測量調查和考古調査。1969年，明治大學考古學研究室的小林三郎等人進行考古調査。
古墳是前方後圓墳，前方部分朝西北方。墳丘推測長54.5米，為國府台古墳群中規模最大的。墳丘表面有圓筒埴輪和形象埴輪，產自下總和埼玉縣鴻巢市生出塚埴輪窯。主體部分的墓室是片袖式的橫穴式石室，後圓部分的露出處在西南方向。石室全長約7.5米，雖然曾經遭到盜墓，但是在調查中仍然發現了大量服裝配飾、武器、武具和馬具等陪葬品。
從出土文物推測，古墳建於古墳時代後期（約6世紀後半），或6世紀中）。東葛飾郡南部，除了國府台地域以外，古墳的數目很少，因此法皇塚古墳可能是統治這一帶的首長的墓。
現在，古墳在東京醫科齒科大學國府台分校的校園內，其周邊推測為下總國府，附近亦是下總國分寺、國分尼寺的遺址，估計在律令制時期，該處為下總國的中心地。

## 規模
古墳規模如下。

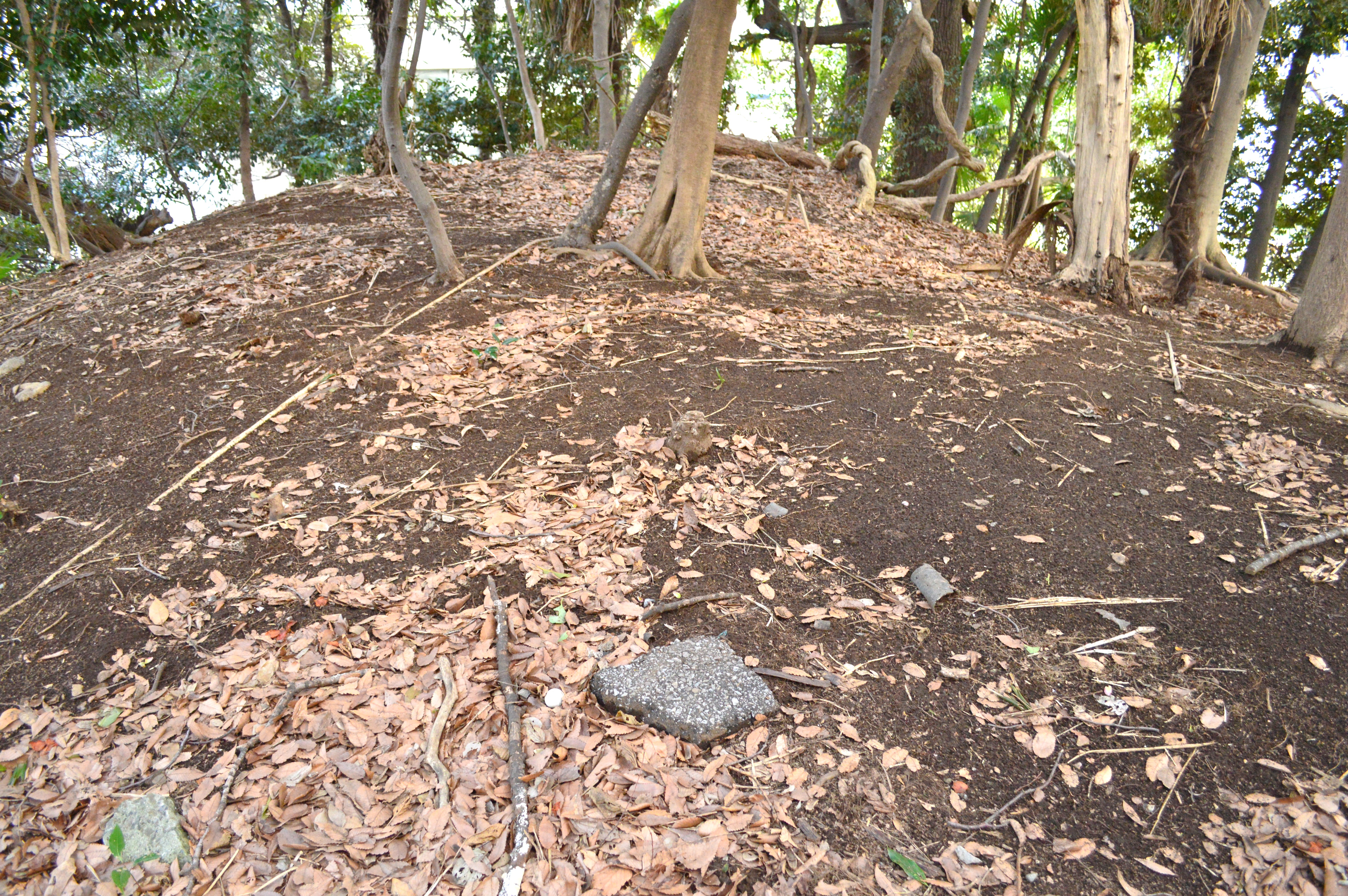
後圓部分墳頂}}

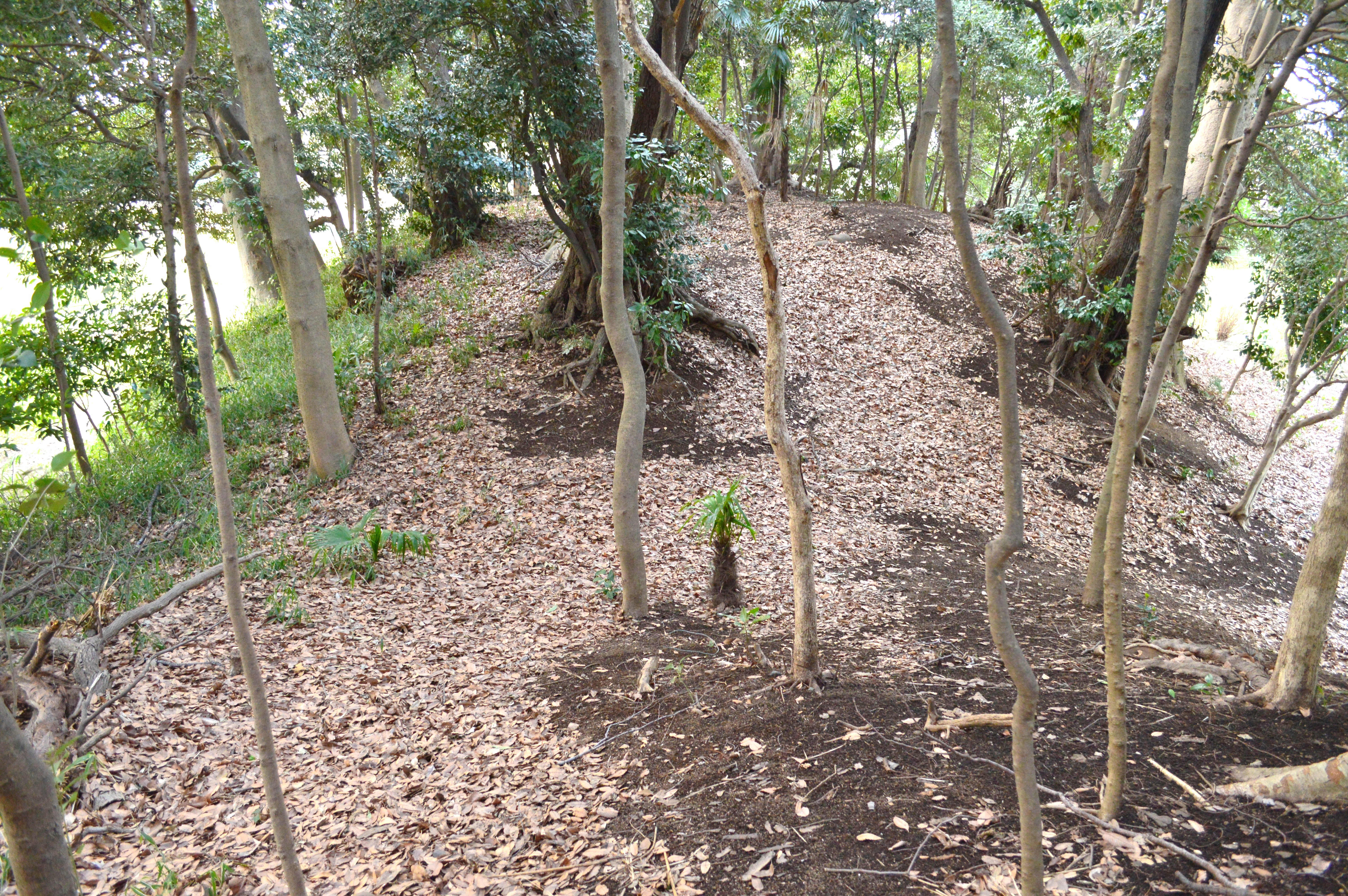
由後圓部分望向前方部分

- 墳丘長：54.5米（推測復原長度） - 測量上為58米[1]。
- 後圓部分
  - 直徑：27.0米
  - 高：5.7米
- 前方部分
  - 寬：35米
  - 高：5.6米

然而，前方部分看起上來比後圓部分還要高。

## 墓室
墓室是以凝灰質砂岩（房州石）建成的片袖式橫穴式石室。石室各處的規模如下。
- 石室全長：約7.55米
- 玄室（日语：玄室）
  - 長：4.35米
  - 寬：1.8米（牆壁盡頭部分）
- 羨道（日语：羨道）
  - 長：3.15米
  - 寬：1.15米

石室未有發現天井石。

## 出土文物
石室出土了以下的陪葬品，現在收藏於市川考古博物館。
服裝配飾
- 玻璃製棗玉 2
- 玻璃製管玉 9
- 玻璃製丸玉 296
- 玻璃破片 14
- 碧玉製管玉 3
- 金銅製中空玉 2
- 銀製中空玉 4
- 銅釧 2
- 金環 1

武器、武具和馬具
- 武器
  - 大刀 2
  - 小大刀 1
  - 鍔 1 - 有銀象嵌紋樣。
  - 鐵製鍔 1
  - 銀製捩環頭 1
  - 金銅製鞘飾金具片 1
  - 金銅製鞘尻金具 1
  - 刀子 9
  - 鹿角製刀裝具片 1
  - 鐵鏃 90以上
  - 弓飾金具 9

- 武具
  - 衝角付冑（日语：衝角付冑） 1
  - 掛甲小札 500以上
- 馬具
  - 鐵地金銅張鏡板附馬銜 1
  - 鐵製環狀鏡板附馬銜 1
  - 鞍 1
  - 鐵地金銅張辻金具 1
  - 鐵製辻金具 2
  - 鐵地金銅張雲珠 3
  - 鐵製鉸具 2
  - 鐵製輪鐙 1
  - 半球形飾金具 67

墳丘上出土了埴輪碎片。
- 圓筒埴輪 - 全部均為下總型埴輪。
- 形象埴輪 - 部分為下總型埴輪，其他產自生出塚埴輪窯。
  - 屋形埴輪（分開5部分的情況下被發現）
  - 男女人物埴輪
  - 馬形埴輪
  - 水鳥形埴輪
  - 矛（或槍）形埴輪

## 外部連結
- 法皇塚古墳 （页面存档备份，存于）